# Nøvling Sogn (Aalborg Kommune)
 For alternative betydninger, se Nøvling Sogn. (Se også artikler, som begynder med Nøvling Sogn)
Nøvling Sogn er et sogn i Aalborg Østre Provsti (Aalborg Stift).
I 1800-tallet var Nøvling Sogn anneks til Gunderup Sogn. Begge sogne hørte til Fleskum Herred i Ålborg Amt. Gunderup-Nøvling Kommune blev ved kommunalreformen i 1970 indlemmet i Aalborg Kommune. 
Sognet oplevede o 1800-tallet en befolkningsvækst fra 284 indbyggere i 1801 til 714 indbyggere i 1890.
I 1985-86 blev Gistrup Kirke opført, og i 1995 blev Gistrup Sogn udskilt fra Nøvling Sogn.
I Nøvling Sogn ligger Nøvling Kirke.
I sognet findes følgende autoriserede stednavne:
- Fruehøje (areal)
- Gultentorp (bebyggelse, ejerlav)
- Gultentorp Mark (bebyggelse)
- Indkilde (vandareal)
- Lundby Bakker (areal)
- Nøvling (bebyggelse, ejerlav)
- Sæderup (bebyggelse, ejerlav)
- Visse (bebyggelse, ejerlav)
- Visse Mark (bebyggelse)